# Der Weg nach oben (1979)
Der Weg nach oben (hebräisch נערת הפרברים, Na'arat ha-Parvarim, „Vorstadtmädchen“) ist ein israelischer Spielfilm aus dem Jahre 1979. Regie führte George Ovadiah. Die Hauptrolle spielte Ofra Haza, die in der Mischung aus Melodram und Musical ihr Filmdebüt gab.

## Handlung
Vered ist ein blindes Mädchen, das in Jaffa für wenig Geld Süßigkeiten und Zigaretten verkauft. Ihre Eltern starben einst bei einem Verkehrsunfall, bei dem Vered verletzt wurde und ihr Augenlicht verlor. Eines Tages laufen ihr die drei Arbeiter Sussita, Chocho und Avi über den Weg. Sie laden sie zum Essen ein, und von da an treffen sie sich jeden Abend. Da sich Sussita, Chocho und Avi für ihren verantwortungslosen Lebensstil gegenüber Vered schämen, geben sie vor, Künstler zu sein. Sie nehmen sie mit in die verlassene Wohnung der Nachbarn und geben vor, dass es ihr Haus sei. Eines Abends singt Vered ihnen ein Lied vor, und Avi verliebt sich in sie. Am selben Abend erzählt Vered den anderen, dass eine Operation ihr ihr Augenlicht geben könne. Allerdings hat Vered nicht genug Geld.
Als Sussita, Chocho und Avi fast alles gemacht haben, um genug Geld für Vereds Operation zusammenzukriegen, fasst Avi den Beschluss, den Geldleiher Yechezkel auszurauben. Gerade als er Vered das Geld gibt, werden Chocho und er von der Polizei verhaftet. Sussita führt Vered daraufhin ins Krankenhaus, wo sie noch am selben Tag operiert wird. Als Sussita sie nach der Operation abholen will, läuft Vered aus dem Krankenhaus direkt in die Arme eines anderen Mannes, der sich als Plattenproduzent herausstellt. Als er ihr Gesangstalent entdeckt, machen er und seine Assistentin Ruthi Vered unter dem Namen „Ofra“ zum Star.
Einige Zeit später, als Avi und Chocho aus dem Gefängnis entlassen werden, erkennen sie Vereds Stimme im Radio und ihr Gesicht in diversen Zeitschriften und Plakaten wieder. Als Vered, nun eine berühmte Schlagersängerin, in Jaffa ein Konzert geben will, gehen Sussita, Avi und Chocho zum Konzert, wo die sich alle wieder treffen.

## Produktion und Veröffentlichung
Der Film entstand unter der Regie von George Ovadiah. Das Drehbuch schrieben Bezalel Aloni und Michael Shvili, für den Schnitt war Zion Avrahamian verantwortlich. Die Musik komponierte Shaike Feikov, die künstlerische Leitung lag bei Tali Magnos. Hauptdarstellerin Ofra Haza erinnerte sich an eine „unentspannte Drehzeit“.
Nach der Veröffentlichung in Israel 1979 kam der Film in Westdeutschland bei VMP auf VHS heraus.